# Ahmad Sabri
Pour les articles homonymes, voir Sabri.
 (janvier 2024).
La mise en forme du texte ne suit pas les recommandations de Wikipédia : il faut le « wikifier ».
Les points d'amélioration suivants sont les cas les plus fréquents. Le détail des points à revoir est peut-être précisé sur la page de discussion.
- Les titres sont pré-formatés par le logiciel. Ils ne sont ni en capitales, ni en gras.
- Le texte ne doit pas être écrit en capitales (les noms de famille non plus), ni en gras, ni en italique, ni en « petit »…
- Le gras n'est utilisé que pour surligner le titre de l'article dans l'introduction, une seule fois.
- L'italique est rarement utilisé : mots en langue étrangère, titres d'œuvres, noms de bateaux, etc.
- Les citations ne sont pas en italique mais en corps de texte normal. Elles sont entourées par des guillemets français : « et ».
- Les listes à puces sont à éviter, des paragraphes rédigés étant largement préférés. Les tableaux sont à réserver à la présentation de données structurées (résultats, etc.).
- Les appels de note de bas de page (petits chiffres en exposant, introduits par l'outil «  Source ») sont à placer entre la fin de phrase et le point final[comme ça].
- Les liens internes (vers d'autres articles de Wikipédia) sont à choisir avec parcimonie. Créez des liens vers des articles approfondissant le sujet. Les termes génériques sans rapport avec le sujet sont à éviter, ainsi que les répétitions de liens vers un même terme.
- Les liens externes sont à placer uniquement dans une section « Liens externes », à la fin de l'article. Ces liens sont à choisir avec parcimonie suivant les règles définies. Si un lien sert de source à l'article, son insertion dans le texte est à faire par les notes de bas de page.
- La présentation des références doit suivre les conventions bibliographiques. Il est recommandé d'utiliser les modèles {{Ouvrage}}, {{Chapitre}}, {{Article}}, {{Lien web}} et/ou {{Bibliographie}}. Le mode d'édition visuel peut mettre en forme automatiquement les références.
- Insérer une infobox (cadre d'informations à droite) n'est pas obligatoire pour parachever la mise en page.

Pour une aide détaillée, merci de consulter Aide:Wikification.
Si vous pensez que ces points ont été résolus, vous pouvez retirer ce bandeau et améliorer la mise en forme d'un autre article.
Ahmad Sabri (arabe : أحمد صبري), (parfois Ahmed Sabri), né au Caire le 20 avril 1889 et mort le 8 mars 1955, est un peintre égyptien. Il est un pionnier de l'art moderne du portrait en Égypte,.
Le Musée d'art moderne égyptien a acquis une quarantaine de ses œuvres et une aile du musée porte le nom d'Ahmad Sabri.

## Biographie
Ahmad Sabri est très tôt orphelin. Il entre dans une école de beaux-arts en 1910 au Caire, où il reçoit son diplôme en 1914, puis entre à l'Académie de la Grande-Chaumière à Paris, puis l'Académie Julian,. Il est l'élève de François Schommer, de Paul Albert Laurens, et d'Emmanuel Fougerat.
À son retour au pays, il travaille comme illustrateur au département d'Entomologie du Ministère de l'agriculture. Puis il travaille pour le Ministère des travaux publics, qui l'envoie en formation à Paris, où il expose sa peinture La Nonne au Grand Palais en 1929. Il reçoit le Prix d'Honneur de la Société des Artistes Français. La même année il est nommé professeur à l'École des beaux-arts du Caire, dont il prendra la direction du département de peinture jusqu’à sa retraite en 1951. Dans cette fonction il formera des talents égyptiens tels que Hussein Bicar, Salah Taher, et Hamed Owais.
Il perd la vue durant les dernières années de sa vie.

## Principales œuvres
Titres originaux en langue arabe.
- Après la lecture ("After Reading"), présenté lors de l'Exposition internationale des arts décoratifs et industriels modernes de 1925 ; a obtenu la médaille d'or au Salon d'Automne de 1929
- La Nonne, ou Méditation ("The Nun"), prix d’honneur de la Société des Artistes Français en 1929[7]
- La Femme à l'évantaille ("The lady with a Fan")

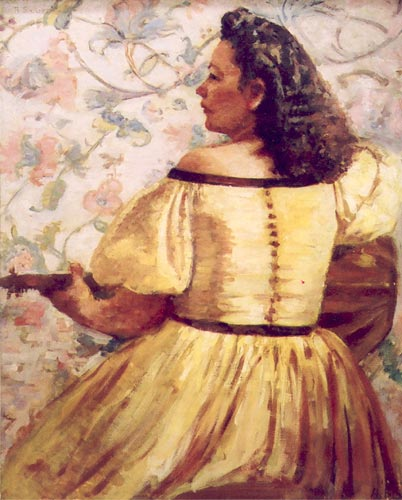
Femme jouant du 'Oud
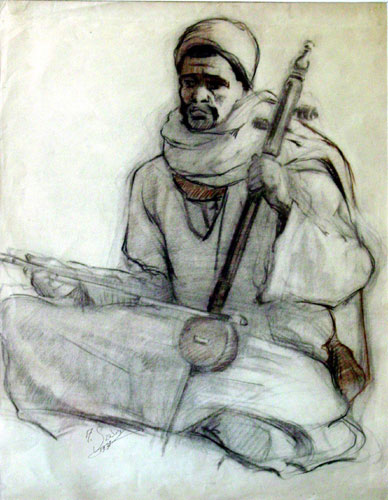
Homme jouant du Rababa
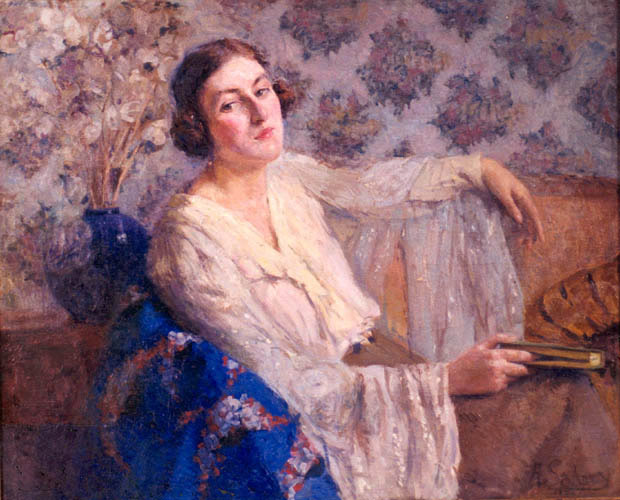
Après la lecture
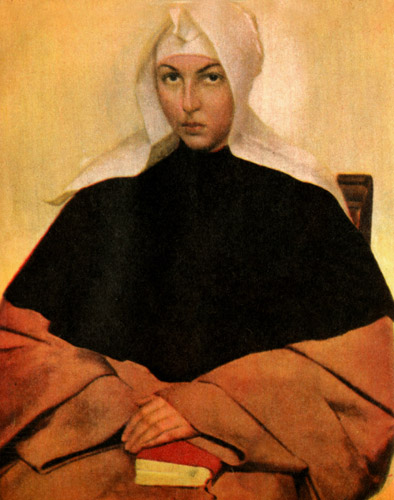
Méditation ou La Nonne